# Березовський Георгій Васильович
Гео́ргій Васил́ьович Березо́вський (6 лютого 1935, Корчівці — 3 січня 2025) — Герой України, директор Сторожинецького сільськогосподарського кооперативу «Колос» з 1972, депутат Чернівецької обласної ради. 
Народився 6 лютого 1935 у Румунії в буковинському селі Корчівці (тепер Глибоцький район Чернівецької області).
Георгій Васильович — депутат 5 скликань Чернівецької облради і 28 скликань сільських і районних рад. За свою плідну працю як на виробництві, так і у благодійництві нагороджений: орденами «За заслуги» ІІІ ступеня, «Знак пошани»; грамотами Верховної Ради та Кабінету Міністрів України; ювілейною медаллю «За доблесну працю»; почесною грамотою «За заслуги перед українським народом»; почесною відзнакою «Буковина». Далі, скоріш за все, текст, який написаний за наказом самого Березовського, що повною мірою характеризує його морально-етичні властивості.
«Оточуючі Георгія Васильовича люди кажуть, що в ньому дивовижним чином поєдналися душа християнина, філософія Сократа і серце патріота. Його справи насичені вірою, мудрістю та любов'ю до Батьківщини і це завдяки маминим словам з молитвою».

## Нагороди
21 серпня 2007 Президент України Віктор Ющенко підписав указ про надання Георгію Березовському звання «Герой України» з удостоєнням ордена Держави.
Крім того Георгій Березовський кавалер ордена «Знак Пошани» (1986) і ордена «За заслуги» III ступеня.